# Ahmed Elsenfawi
Ahmed Abdel Rahman Ahmed Elsenfawi (arabisch أحمد السنفاوي, DMG Aḥmad as-Sinfāwī; * 1. Mai 2002 in al-Mansura) ist ein ägyptischer Radsportler, der vorrangig in Kurzzeitdisziplinen auf der Bahn aktiv ist.

## Sportlicher Werdegang
Im Alter von 14 Jahren bestritt Ahmed Elsenfawi in Riad sein erstes offizielles Rennen. 2019 errang er bei den afrikanischen Bahnmeisterschaften den Junioren-Titel im Keirin, im Jahr darauf die Junioren-Titel im Keirin und im 1000-Meter-Zeitfahren.
2021 errang Elsenfawi bei den Afrikameisterschaften gemeinsam mit Ahmed Saad und Hussein Hassan die Silbermedaille im Teamsprint der Elite und Bronze im Keirin.

## Erfolge
2019
- Junioren-Afrikameisterschaft – Keirin

2020
- Junioren-Afrikameister – Keirin, 1000-Meter-Zeitfahren

2021
- Afrikameisterschaft – Teamsprint (mit Ahmed Saad und Hussein Hassan)
- Afrikameisterschaft – Keirin

2022
- Afrikameister – Teamsprint (mit Ahmed Saad und Youssef Abouelhassan)
- Afrikameisterschaft – 1000-Meter-Zeitfahren, Sprint, Mannschaftsverfolgung (mit Ahmed Saad, Abdalrahman Fahim und Youssef Abouelhassan)

2025
- Afrikameisterschaft – Mannschaftsverfolgung (mit Mahmoud Bakr, Youssef Abouelhassan und Assem Elhusseini)